# Ray Semko
Ray Semko (...) è un militare e allenatore di football americano statunitense.
Dopo aver servito in varie posizioni e campagne dell'esercito statunitense è stato destinato all abase NATO di Vicenza, dove si è occupato del settore sportivo. Diventa quindi allenatore di squadre di club italiane (Rhinos Milano e Phoenix Bologna) e della nazionale italiana.

## Palmarès
- 1 Europeo (1983)
- 3 Superbowl italiani (Rhinos Milano, 1981, 1982, 1983)